# Eva Schmitt-Rodermund
Eva Schmitt-Rodermund (* 1964 in Herne) ist eine deutsche Psychologin. Seit Januar 2019 ist sie Präsidentin der Fachhochschule Potsdam.

## Leben
Schmitt-Rodermund studierte an der Universität Gießen Psychologie und arbeitete anschließend als wissenschaftliche Mitarbeiterin erst in Gießen, dann seit 1995 am Institut für Psychologie der Friedrich-Schiller-Universität Jena. 1997 promovierte sie dort und war erst als Dozentin, dann als wissenschaftliche Assistentin bis 2005 am Institut tätig. 2003 legte sie ihre Habilitation ab. Seit 2005 arbeitete sie vor allem in der Universitätsverwaltung in Jena, zunächst als Dezernentin für Akademische und Studentische Angelegenheiten, seit 2010 auch als stellvertretende Kanzlerin. Zusätzlich hatte sie an der Universität seit 2012 eine Professur für Psychologie inne. Im Juni 2018 wurde sie zur Präsidentin der Fachhochschule Potsdam gewählt und nahm die Arbeit dort Anfang 2019 auf. Sie lebt mit ihrem Mann in Potsdam.

## Arbeit und Forschung
Schmitt-Rodermund forscht vor allem im Bereich der Entwicklungspsychologie. Dort beschäftigt sich ihre Arbeit etwa mit der Akkulturation und Persönlichkeitsentwicklung junger Einwanderinnen und Einwanderer, aber auch mit der Entwicklung unternehmerischer Persönlichkeiten. Daneben beschäftigt sie sich mit der Hochschulverwaltung und dem Wissenschaftsmanagement.

## Publikationen (Auswahl)
- Eva Schmitt-Rodermund: Akkulturation und Entwicklung : eine Studie unter jungen Aussiedlern. Beltz, PsychologieVerlagsUnion, Weinheim 1997, ISBN 3-621-27388-3.
- Eva Schmitt-Rodermund, Elke Schröder: Wer hat das Zeug zum Unternehmer? : Training zur Förderung unternehmerischer Potenziale. Hogrefe, 2004, ISBN 3-8017-1881-6.